# Mönhhaan
Mönhhaan (mongoliska: Мөнххаан Сум, Мөнххаан) är ett distrikt i Mongoliet.   Det ligger i provinsen Süchbaatar, i den östra delen av landet, 400 km öster om huvudstaden Ulaanbaatar.